# Life Begins at Forty
Life Begins at Forty (Brasil: A Vida Começa aos 40 ) é um filme de comédia dramática em preto e branco norte-americano de 1935, estrelado por Will Rogers e Richard Cromwell. Dirigido por George Marshall, foi baseado no livro Life Begins at 40, de Walter B. Pitkin.

## Elenco
- Will Rogers – Kenesaw H. Clark
- Richard Cromwell – Lee Austin
- George Barbier – Coronel. Joseph Abercrombie
- Rochelle Hudson – Adele Anderson
- Jane Darwell – Ida Harris
- Slim Summerville – T. Watterson Meriwether
- Sterling Holloway – Chris
- Thomas Beck – Joe Abercrombie
- Roger Imhof – Pappy Smithers
- Charles Sellon – Tom Cotton
- John Bradford – Wally Stevens
- Ruth Gillette – Sra. Cotton